# Li Kan

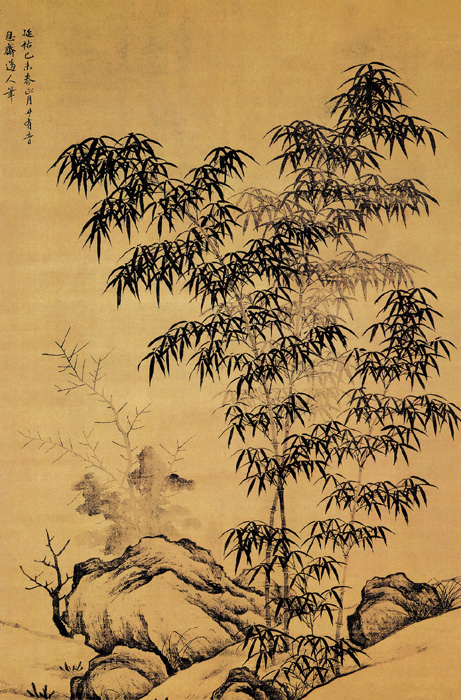
Bambous et rocher de Li Kan.

Li Kan ou Li K'an, surnom : Zhongbin, nom de pinceau : Xizhai Daoren, peintre chinois du XIIIe – XIVe siècle, né en 1245, mort en 1320. Il est actif à Jiqiu, près de Pékin.

## Biographie
Haut fonctionnaire, Li Kan est envoyé en mission en Indochine. Bon peintre de bambous, il aime se promener dans les bambouseraies pour observer le comportement des branches dans le vent et la pluie, dans le soleil et la brume, d'où le caractère très vivant de ses compositions. Il est l'auteur d'un recueil sur les bambous, le Zhupu.
L'essai de Li Kan, un des nombreux ouvrages de l'époque consacrés à tel ou tel genre – on peut citer celui de Wang Yi (actif v. 1360) sur le portrait, celui de Huang Gongwang sur le paysage ou de Wu Taisu (1279-1368) sur les pruniers en fleur –, dispense justement le genre d'enseignement laborieux que, de l'avis de Li, les amateurs dédaignent mais dont ils ont besoin. Comme son ami Zhao Mengfu, Li Kan  occupe une série de postes dans l'administration mongole, terminant sa carrière comme président du ministère de la Fonction publique.

## Les oiseaux et les fleurs, les bambous et  les pruniers en fleur
Les peintures d'oiseaux, de fleurs et d'animaux des maîtres de la période Song atteignent des sommets d'intelligence et de raffinement technique auxquelles on ne parviendra  jamais plus. La peinture d'oiseaux-et-fleurs au début des Yuan connait, semble-t-il, un élan prometteur chez les peintres lettrés avec Qian Xuan, mais son style de fins-contours-et-couleurs connait peu de partisans. Quelques disciples de Zhao Mengfu tentent d'aborder ce thème selon les principes esthétiques de l'époque, c'est-à-dire en mêlant références aux anciens modèles et nouveaux traits stylistique.

## Traditions et dynasties
De la pratique lettrée des peintures à l'encre monochrome de sujets symboliques – bambous, rochers, vieux arbres, pins et orchidées, narcisses et pruniers en fleur — le bambou est de loin le sujet favori. Inauguré par Su Shi, Wen Tong et d'autres artistes lettrés à la fin des Song du Nord, et poursuivi par quelques artistes travaillant dans le Nord sous la dynastie des Jin, le genre du bambou à l'encre est repris par tant d'amateurs enthousiastes et largement autodidactes au début des Yuan que le peintre de bambous le plus réputé à l'époque, Li Kan, leur témoigne son mépris dans son Zhupu (traité sur le bambou), où il écrit : « ils visent trop haut et sautent les marches intermédiaires, se déchargent de sentiments passagers en barbouillant et peinturlurant à leur gré. Ils croient qu'en se libérant ainsi de l'artisanat laborieux, ils atteignent ‹l'art› par le biais du naturel »,.

## Styles et techniques

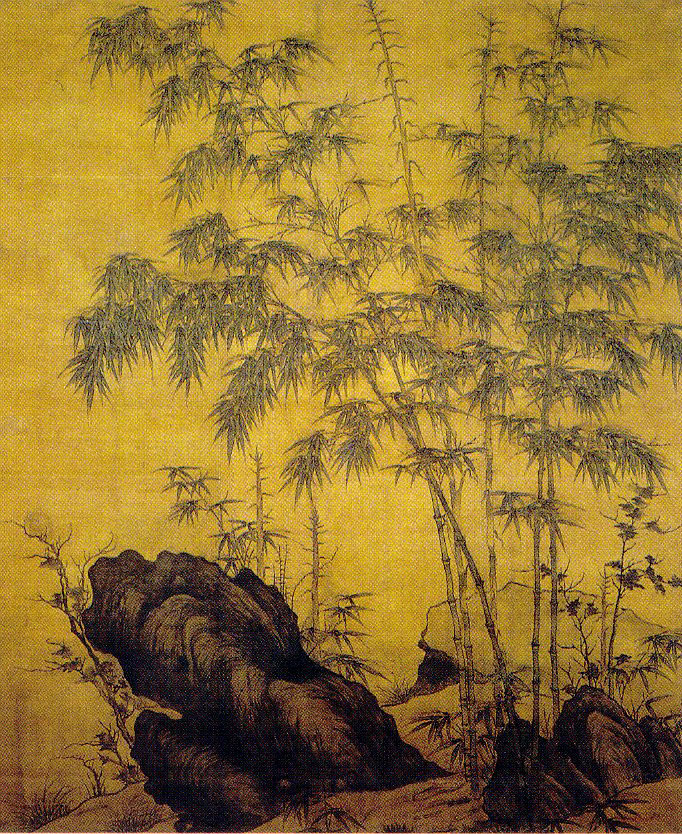
Bambous et rochers de Li Kan.

Ses peintures de bambous relèvent de deux styles distincts. Dans l'un, la manière goule ou shuanggou, les contours des tiges et des feuilles sont dessinés à l'encre et colorés ; l'autre utilise l'encre monochrome, suivant la tradition de Wen Tong, qui modèle les sections de tiges, les brindilles et les feuilles à traits de pinceau amples, avec des nuances d'encre variées pour rendre l'endroit et l'envers de feuilles et les cylindres des tiges, aussi bien que pour distinguer les plans plus proches ou plus lointains de la profondeur. Bambous et rochers est un excellent exemple de la première manière. Il ne porte aucune signature, seulement deux sceaux de l'artiste.
De même que Faisans et petit oiseau, son format imposant et presque carré suggère qu'il est peint pour un paravent, et propre à embellir une pièce car il ouvre l'espace en plus d'exprimer une symbolique. Deux sombres affleurements de terre ou de roche, et une rive qui se déploie derrière eux définissent l'espace du tableau. Des touffes d'herbes et des bouquets d'arbustes poussent au pied des hautes tiges de bambous. L'étude systématique que Li Kan fait au cours de ses voyages officiels de la croissance réelle des bambous, aussi bien que des peintures les représentant, fonde sa description méticuleuse des pousses, des masses de feuillage qui se chevauchent et du vert ombré des feuilles.

Rochers élégants et arbres épars de Zhao Mengfu.

Rien n'est plus éloigné de l'abstraction et de la platitude des bambous à l'encre réalisés par la plupart des artistes lettrés amateurs, qui sont moins préoccupés d'exprimer les propriétés de leur sujet que de manifester leur culture et leur subjectivité à travers le travail au pinceau et les figures de style. Le genre du bambou à l'encre atteint son plus haut niveau de réalisation dans Rochers élégants et arbres épars de Zhao Mengfu.  Il est difficile de démontrer que la peinture de Li Kan réussit moins bien à exprimer l'« idée » ou l'«essence » du bambous que celle de Zhao Mengfu.

## Les trois amis du froid
Au VIIIe – IXe siècles, le langage du Chan perd de sa force abrupte. En peinture, il reste cependant trop rude pour répondre aux exigences de « haute élégance » (ya), qualité propre à l'esprit lettré. Un thème pictural semble avoir permis aux deux parties, les maîtres du Chan et la politique, de « converser » sans réticences, celui dit des « trois amis de la saison froide » (Shuihan sanyou). Un critique de l'époque des Song du Sud, Wang Guixue, regroupe sous ce titre le pin, le bambou et le prunier. Les « trois amis »  ont valeur de symbole. Le Catalogue de la Collection impériale (Xuanhe huapu) les présente comme « flore de quiétude et de paix ». De cette flore, le pin est le plus anciennement célébré. Associé à la pierre, il inspire, avec Wei Yan, Bi Hong  et Zhang Zao (VIIIe siècle), un grand nombre de peintres et de peintres-moines en particulier.
Le taoïsme attribue au pin une valeur vivifiante. L'image du pin s'offre aux trois courants de la pensée religieuse comme un point de rencontre, chacun s'enrichissant de l'apport des deux autres. Au XIe siècle, Huang Daizhi fait remonter l'apparition du bambou comme thème pictural à Wu Daozi et, dès cette époque, des artistes tels que Xiao Yue l'illustrent pour l'émerveillement du poète Bo Juyi. Li Kan, dans son Traité du bambou, écrit qu'un peintre des Tang du Sud, Li Po, est le seul à saisir à la fois l'esprit du bambou et sa beauté extérieure. Le bambou comme thème n'est officiellement reconnu que sous les Song. Le xuanhe huapu le place au neuvième rang, l'avant-dernier. Sans doute doit-il cette promotion au prestige de Su Shi dans le milieu des lettrés-fonctionnaires.

## Des lettrés-fonctionnaires aux lettrés retirés
La peinture de bambous est d'autant plus chère aux lettrés que ses liens avec la calligraphie sont plus étroits. Li Kan met fortement l'accent sur cet apparentement dans son Zhupu (Traité du bambou). Comme se nouent les traits dans un caractère d'écriture, les quatre parties du bambou s'organisent entre elles. La tige, les nœuds, les branches et les feuilles forment un corps unique, un tout cohérent. Li Kan voyage beaucoup en Chine du Sud. Il observe les différentes espèces de bambous jusqu'en Annam. Il n'est pas un lettré retiré. Quand il se rallie aux Mongols, il est envoyé en mission au Jiaozhi (Cochinchine). Dans son traité, il insiste sur l'importance de la maîtrise technique st sur la nécessité de saisir la ressemblance formelle. Un style très libre est dangereux pour un débutant, et la composition d'une peinture est chose difficile.

## Musées
- Kansas City (Nelson Gal. of Art):
  - Branche de bambou florissant, Rouleau en longueur, encre sur papier. 37,4x237 centimètres. (inv. 48-16)[n 2],[9].
  - Grandes touffes de bambous aux branches largement étalées, colophon de Zhao Mengfu daté 1308, fait pour son ami Xuanqing.
- Pékin (Mus. du Palais):
  - Bambous et rochers, colophon du peintre daté 1307, encre sur papier, rouleau en longueur qui peut avoir formé un ensemble avec celui de Kansas City.
  - Bambous sur une falaise sous la pluie, encre et couleur verte sur papier.
  - Trois grands bambous, encre et couleur verte sur papier, signé.
  - Deux bambous, signé et daté 1310.
- Shanghai :
  - Bambous, arbres et rochers, encre sur soie.
- Taipei (Nat. Palace Mus.):
  - Pins jumeaux et buissons de jujubes, cachet du peintre.
  - Trois jeunes bambous près d'une pierre, encre sur soie et deux cachets du peintre.